# Shahrestān di Neka
Lo shahrestān di Neka (farsi شهرستان نکا) è uno dei 20 shahrestān della provincia del Mazandaran, il capoluogo è Neka. Lo shahrestān è suddiviso in 2 circoscrizioni (bakhsh): 
- Centrale (بخش مرکزی)
- Hezar Jerib (بخش هزارجریب)